# ديفيد بيناتار
ديفيد بيناتار (ولد في 1966) هو فيلسوف وأكاديمي ومؤلف من جنوب إفريقيا. اشتهر بتأييده لمناهضة الإنجاب في كتابه من الأفضل ألا تكون موجودًا: ضرر الوجود، والذي يجادل فيه بأن الوجود هو ضرر جسيم، بغض النظر عن مشاعر الكائن الذي سيوجود لمرة واحدة فقط، ونتيجة لذلك من الخطأ أخلاقيا خلق كائنات أكثر وعيًا دائمًا.

## النشأة والتعليم
بيناتار هو نجل سليمان بيناتار، خبير الصحة العالمية الذي أسس مركز أخلاقيات البيولوجيا في جامعة كيب تاون. لا يُعرف الكثير عن حياة بيناتار الشخصية لأنه يحمي خصوصيته عن عمد. ولديه آراء مناهضة للولادة منذ طفولته.

## المهنة الأكاديمية
بناتار أستاذ الفلسفة ومدير مركز أخلاقيات البيولوجيا بجامعة كيب تاون في كيب تاون بجنوب إفريقيا. وهو عضو في هيئة تحرير مجلة الأفكار المثيرة للجدل.

## عمل فلسفي

### الألم
يجادل بيناتار من فرضية: أن الألم في حد ذاته، شيء سيء.  غالبًا ما ارتبط عمله بالفلسفات المعاصرة العدمية والتشاؤم. صرح بيناتار بعدم موافقته على النظرة الخيرية إلى مستكشف-العالم.

### عدم التناسق بين الألم والمتعة
يجادل بيناتار أن هناك عدم تناسق حاسم بين الأشياء الجيدة والسيئة، مثل المتعة والألم، مما يعني أنه سيكون من الأفضل للبشر ألا يولدوا:
1. وجود الألم سيء.
2. وجود المتعة أمر جيد.
3. إن عدم وجود الألم أمر جيد، حتى لو لم يستمتع به أحد.
4. إن غياب المتعة ليس بالأمر السيئ إلا إذا كان هناك من يعد هذا الغياب عنده حرماناً.[12] [9]

| السيناريو أ (س موجود) | السيناريو ب (س لم يوجد)   |
| --------------------- | ------------------------- |
| (1) وجود الألم (سيء)  | (3) غياب الألم (جيد)      |
| (2) حضور المتعة (جيد) | (4) غياب المتعة (ليس سيئ) |

#### الآثار المترتبة على الإنجاب
يجادل بيناتار أن إحضار شخص ما إلى الوجود يولد تجارب جيدة وسيئة وألماً ومتعة، في حين أن عدم القيام بذلك لا يولد ألماً، ولا متعة. إن غياب الألم أمر جيد، وغياب اللذة ليس سيئاً. لذلك يرجح الخيار الأخلاقي لصالح عدم الإنجاب.
يثير بيناتار أربع حالات عدم تناسق أخرى ذات صلة يعتبرها معقولة تمامًا:
1. لدينا التزام أخلاقي بعدم خلق أشخاص غير سعداء وليس لدينا أي التزام أخلاقي لخلق أناس سعداء. السبب الذي يجعلنا نعتقد أن هناك التزامًا أخلاقيًا بعدم خلق أشخاص غير سعداء هو أن وجود هذه المعاناة سيكون أمرًا سيئًا (بالنسبة لمن يعاني) وغياب المعاناة أمر جيد (على الرغم من أنه لا يوجد أحد يتمتع بغياب المعاناة). على النقيض من ذلك، فإن السبب الذي يجعلنا نعتقد أنه لا يوجد التزام أخلاقي لخلق أشخاص سعداء، هو أنه على الرغم من أن سعادتهم ستكون جيدة لهم، فإن غياب المتعة عندما لا يوجودون لن يكون سيئًا، لأنهم غير موجودين أساساً لكي يشعروا بحرمان من هذا الأمر (الجيد).
2. من الغريب ذكر اهتمامات الطفل المحتمل كسبب لقرارنا بإنجابه، وليس من الغريب ذكر اهتمامات الطفل المحتمل كسبب لعدم قيامنا بإنجابه. أن يكون الطفل سعيداً ليس سبباً مهمًا من الناحية الأخلاقية لإنجابه. وعلى النقيض من ذلك، فإن كون الطفل غير سعيد هو سبب أخلاقي مهم لعدم إنجابه. إذا كانت الحالة هي أن غياب المتعة أمر سيء حتى لو لم يكن هناك شخص ما لتجربة غيابها، فسيكون لدينا سبب أخلاقي مهم لإنجاب طفل بل وإنجاب أكبر عدد ممكن من الأطفال. وإذا لم تكن فأن غياب الألم أمر جيد حتى لو لم يكن هناك شخص ما لتجربة هذا الخير، فلن يكون لدينا سبب أخلاقي مهم لعدم إنجاب طفل.
3. يوماً ما يمكننا أن نأسف من أجل شخص كان وجوده مشروطاً بقرارنا، وأننا خلقناه - يمكن أن يكون الشخص غير سعيد ووجود ألمه سيكون أمرًا سيئًا. لكننا لن نشعر بالندم أبدًا من أجل شخص كان وجوده مشروطًا بقرارنا، وأننا لم نخلقه - لن يُحرم الشخص من السعادة، لأنه لن يكون موجودًا أبدًا، وغياب السعادة لن يكون سيئا، لأنه لن يكون هناك من يحرم من هذا الخير.
4. نشعر بالحزن لأن الناس في مكان ما يأتون إلى الوجود ويعانون، ولا نشعر بالحزن لأن الناس في مكان ما لم يأتوا إلى الوجود في مكان يوجد فيه أناس سعداء. عندما نعلم أن الناس في مكان ما نشأوا ويعانون، نشعر بالتعاطف. حقيقة أن بعض الناس لم يأتوا إلى الوجود في جزيرة أو كوكب مهجور ويعانون أمر جيد. هذا لأن عدم وجود الألم أمر جيد حتى عندما لا يكون هناك من يختبر هذا الخير. من ناحية أخرى، لا نشعر بالحزن لأن الناس في جزيرة مهجورة أو كوكب ما لم يأتوا إلى الوجود وهم غير سعداء. هذا لأن غياب المتعة سيء فقط عندما يوجد شخص ما ليُحرم منه. [9]

### تقييم البشر غير الموثوق به لنوعية الحياة
يثير بيناتار مسألة ما إذا كان البشر يقدّرون بشكل غير دقيق الجودة الحقيقية لحياتهم، واستشهد بثلاث ظواهر نفسية يعتقد أنها مسؤولة عن ذلك:
1. الميل نحو التفاؤل: لدينا منظور مشوه بشكل إيجابي لحياتنا في الماضي والحاضر والمستقبل.
2. التكيف: نحن نتكيف مع ظروفنا، وإذا ساءت، ينخفض إحساسنا بالرفاهية تحسبا لتلك الظروف الضارة وفقا لتوقعاتنا، والتي عادة ما تكون منفصلة عن واقع ظروفنا.
3. المقارنة: نحكم على حياتنا من خلال مقارنتها بحياة الآخرين، وتجاهل السلبيات التي تؤثر على الجميع للتركيز على اختلافات محددة. وبسبب انحيازنا للتفاؤل، فإننا في الغالب نقارن أنفسنا بمن هم أسوأ حالًا، وذلك من أجل المبالغة في تقدير قيمة رفاهيتنا.

ويستنتج:
الظواهر النفسية المذكورة أعلاه ليست مفاجئة من منظور تطوري. إنهم يناضلون ضد الانتحار لصالح الإنجاب. إذا كانت حياتنا سيئة تمامًا كما سأظل أقترحها، وإذا كان الناس عرضة لرؤية هذه الجودة الحقيقية لحياتهم على حقيقتها، فقد يكونون أكثر ميلًا لقتل أنفسهم، أو على الأقل عدم إنتاج المزيد مثل هذه الأرواح. إذن يبدو أن التشاؤم لم يتم إختباره من قبل الإنتخاب الطبيعي.

### التمييز الجنسي ضد الرجال والفتيان
يتناول كتاب بيناتار التحيز الجنسي الثاني: التمييز ضد الرجال والفتيان (2012) العديد من القضايا المتعلقة بكره الرجال والجوانب السلبية المفروضة اجتماعيًا للهوية الذكورية. كالعمل داخل حركة تحرير الرجال، فإنه لا يسعى إلى مهاجمة أفكار النسوية أو التقليل منها، ولكن بدلاً من ذلك يسلط الضوء على الوجود الموازي للتمييز المنهجي والثقافي ضد الرجال والفتيان، وكيف يساهم في نفس الوقت في قمع امرأة. في مراجعة للكتاب، كتب الفيلسوف سيمون بلاكبيرن إن «بيناتار يعلم أن مثل هذه الأمثلة من المحتمل أن تقابل نواقص من الكفر أو السخرية، لكنه حريص على دعم ادعاءاته ببيانات تجريبية»، ومن خلال هذا الكتاب، يوضح أن «إذا كان من الصعب في كثير من الأحيان أن تكون امرأة، يكون من الصعب أحيانًا أن تكون رجلاً، وأن أي فشل في إدراك هذا قد يؤدي إلى تشويه ما ينبغي أن يكون هدف الجميع، أي التعاطف العالمي فضلاً عن العدالة الاجتماعية للجميع، بغض النظر عن الجنس.»  في مراجعة أخرى، أشاد الفيلسوف إيدو لانداو بالعمل ووصفه بأنه «كتاب جيد الجدل يقدم أطروحة غير تقليدية ويدافع عنها باقتدار»، متفقًا مع بيناتار على أنه «من أجل التعامل مع التمييز الجنسي الثاني الذي تم تجاهله حتى الآن، لا ينبغي لنا فقط الاعتراف بذلك، ولكن أيضًا تكرّيس المزيد من الأبحاث التجريبية والفلسفية لهذا الموضوع الذي لم يتم استكشافه جيدًا، وبالطبع يجب أن نحاول تغيير العديد من المواقف والأعراف الاجتماعية والقوانين».

## المنشورات
بيناتار هو مؤلف سلسلة من الأوراق التي تم الاستشهاد بها على نطاق واسع في أخلاقيات الطب، بما في ذلك «بين الوقاية وإساءة معاملة الأطفال» (المجلة الأمريكية لأخلاقيات علم الأحياء) و «ألم في الجنين: نحو إنهاء الارتباك حول ألم الجنين» (أخلاقيات علم الأحياء). تم نشر أعماله في مجلات مثل: مجلة الأخلاق ومجلة الفلسفة التطبيقية والنظرية الاجتماعية والممارسة والفلسفة الفصلية الأمريكية و QJM: المجلة الدولية للطب ومجلة القانون والدين والمجلة الطبية البريطانية.

## الكتب
لديه العديد من الكتب كتبها بالإنجليزية ولم تتوفر ترجمة عربية حتى اليوم.
- الأخلاق اليومية (2001)
- التحيز الجنسي الثاني: التمييز ضد الرجال والفتيان (2012)
- من الأفضل ألا تكون: ضرر الوجود (2006)
- الجدل حول الإنجاب: هل من الخطأ الإنجاب؟ (2015)
- المأزق البشري: دليل صريح لأكبر أسئلة الحياة (2017)

## التأثير الثقافي
نيك بيزولاتو، مؤلف وكاتب مسلسل محقق فذ، قد استشهد بكتاب بيناتار ضرر الوجود كمؤثر على المسلسل

## الحياة الشخصية
بيناتار نباتي، وقد شارك في المناقشات حول النباتية. لقد جادل بأن البشر «مسؤولون عن معاناة وموت مليارات البشر والحيوانات. إذا كان هذا المستوى من التدمير ناتجًا عن نوع آخر، فإننا نوصي بسرعة بعدم ظهور أعضاء جدد من هذا النوع.» وقد جادل أيضًا بأن تفشي الأمراض الحيوانية المنشأ، مثل وباء COVID-19، غالبًا ما يكون نتيجة لإساءة معاملة البشر للحيوانات.
بيناتار ملحد وقد صرح بأنه ليس لديه أبناء.

## فهرس
- Benatar، David (2001). Ethics for Everyday. McGraw-Hill. ISBN:978-0-07-240889-8. مؤرشف من الأصل في 2022-08-29.
- Benatar، David (2006). Better Never to Have Been: The Harm of Coming into Existence. Oxford University Press. ISBN:978-0-19-929642-2. مؤرشف من الأصل في 2022-04-17.
- Benatar، David (2012). The Second Sexism: Discrimination Against Men and Boys. John Wiley & Sons. ISBN:978-0-470-67451-2. مؤرشف من الأصل في 2022-11-03.
- Benatar، David؛ Wasserman، David (2015). Debating Procreation: Is It Wrong to Reproduce?. Oxford University Press. ISBN:978-0-19-027311-8. مؤرشف من الأصل في 2022-01-13.
- Archard، David؛ Benatar، David (2016). Procreation and Parenthood: The Ethics of Bearing and Rearing Children. Oxford University Press. ISBN:978-0-19-874815-1. مؤرشف من الأصل في 2022-04-13.
- Benatar، David (2017). The Human Predicament: A Candid Guide to Life's Biggest Questions. Oxford University Press. ISBN:9780190633813. مؤرشف من الأصل في 2022-01-13.

### كمحرر
- Benatar، المحرر (2006). Cutting to the Core: Exploring the Ethics of Contested Surgeries. Rowman & Littlefield. ISBN:978-0-7425-5001-8. مؤرشف من الأصل في 2022-01-13.
- Ethics for Everyday. New York: McGraw-Hill, 2002.
- Life, Death & Meaning: Key Philosophical Readings on the Big Questions (2004)

1. 1 2  وصلة مرجع: https://www.courrierinternational.com/article/idees-pourquoi-il-ne-faut-pas-faire-denfants.
2. ↑  مذكور في: قاعدة بيانات الضبط الوطنية التشيكية. مُعرِّف الضَّبط الاستناديِّ في قاعدة البيانات الوطنية التشيكية (NLCR AUT): jo2007376725. باسم: David Benatar.
3. ↑  مذكور في: الكتالوج الوطني المركزي العالمي. مُعرِّف دليل مركز مكتبة جامعة وارسو (NUKAT): n2011221398. باسم: David Benatar.
4. ↑  مذكور في: قاعدة بيانات الضبط الوطنية التشيكية. مُعرِّف الضَّبط الاستناديِّ في قاعدة البيانات الوطنية التشيكية (NLCR AUT): jo2007376725. الوصول: 7 نوفمبر 2022.
5. ↑  Steyn، Mark (14 ديسمبر 2007). "Children? Not if you love the planet". Orange County Register. مؤرشف من الأصل في 2022-01-13. اطلع عليه بتاريخ 2008-04-29.
6. ↑  Rothman، Joshua (27 نوفمبر 2017). "The Case for Not Being Born". The New Yorker. مؤرشف من الأصل في 2022-05-18.
7. ↑  "David Benatar". Department of Philosophy (بالإنجليزية). Archived from the original on 2022-03-11. Retrieved 2020-04-15.
8. ↑  "Editorial Board". Journal of Controversial Ideas. مؤرشف من الأصل في 2022-01-13. اطلع عليه بتاريخ 2020-04-20.
9. 1 2 3  Benatar 2006.
10. ↑  MOWE (22 يوليو 2018)، #060 - The Curse of Existence (Prof. David Benatar)، مؤرشف من الأصل في 2022-01-13، اطلع عليه بتاريخ 2019-04-05
11. ↑  CosmicSkeptic Podcast (26 أبريل 2020)، Is It Immoral To Have Children? - Talking with David Benatar، مؤرشف من الأصل في 2021-11-09، اطلع عليه بتاريخ 2021-04-26
12. ↑  Benatar، D. (1997). "Why it is Better Never to Come Into Existence". American Philosophical Quarterly. ج. 34 ع. 3: 345–355.
13. ↑  Times Higher Education review, 5 July 2012, retrieved 27 August 2012. نسخة محفوظة 12 نوفمبر 2020 على موقع واي باك مشين.
14. ↑  Metapsychology online reviews, 21 August 2012, retrieved 27 August 2012. نسخة محفوظة 2019-01-14 على موقع واي باك مشين.
15. ↑  Benatar & Benatar 2003.
16. ↑  Benatar & Benatar 2001.
17. ↑  Calia, Michael (2 Feb 2014). "Writer Nic Pizzolatto on Thomas Ligotti and the Weird Secrets of 'True Detective'". WSJ (بالإنجليزية الأمريكية). Archived from the original on 2022-04-14. Retrieved 2020-04-15.
18. ↑  The Species Barrier, around 30 minutes in
19. ↑  Benatar، David (15 يوليو 2015). "'We Are Creatures That Should Not Exist': The Theory of Anti-Natalism : The Critique". The Critique. مؤرشف من الأصل في 2015-07-17. اطلع عليه بتاريخ 2019-04-05.
20. ↑  "Do Humans Have a Moral Duty to Stop Procreating?". Big Think (بالإنجليزية). 18 Aug 2015. Archived from the original on 2022-01-13. Retrieved 2019-04-05.
21. ↑  Wiebers, D., & Feigin, V. (2021). Heeding the call of COVID-19. Animal Sentience, 5(30)
22. ↑  Benatar، David (13 أبريل 2020). "Our cruel treatment of animals led to coronavirus". نيويورك تايمز. مؤرشف من الأصل في 2022-02-21. اطلع عليه بتاريخ 2020-04-22.
23. ↑  "Antinatalism – should we let humanity go extinct? David Benatar vs Bruce Blackshaw". يوتيوب. 13 مارس 2020. مؤرشف من الأصل في 2022-01-27. اطلع عليه بتاريخ 2020-03-14.
24. ↑  "The Harm of Coming Into Existence". يوتيوب. 13 يونيو 2020. مؤرشف من الأصل في 2022-01-21. اطلع عليه بتاريخ 2020-06-13.